# HAT-P-11b
HAT-P-11b是一颗环绕视星等为10等的K型恒星HAT-P-11运行的系外行星。科学家使用凌日法发现了该行星，发现结果于2009年1月2日对外公布。该行星位于天鹅座，距离地球123光年。在其发现之时，该行星是已知的最小的会产生凌星现象的系外行星，其真实质量比地球大26倍，半径比地球大4.58倍。类似于飞马座51b，该行星与其中央恒星的距离也很小，仅为0.053天文单位，这是凌星行星的典型特征。不过该行星的轨道离心率为0.198，对于热木星来说显得过高。现今HAT-P-11系统正处于开普勒太空望远镜的观测视场之内。